# Feldhockey-Europameisterschaft der Herren 2013
Die Feldhockey-Europameisterschaft der Herren 2013 war die 14. Auflage der Feldhockey-Europameisterschaft der Herren. Sie fand vom 17. bis 25. August im belgischen Boom gemeinsam mit der Europameisterschaft der Damen statt. Austragungsort war der Braxgata Hockey-Club. Europameister wurde Titelverteidiger Deutschland, das den Gastgeber Belgien im Finale mit 3:1 bezwang; den dritten Platz belegten die Niederlande vor England.

## Teilnehmer
Als Teilnehmer hatten sich die ersten Sechs der letzten Europameisterschaft – Belgien, Deutschland, England, Spanien, die Niederlande und Irland – und die beiden Finalisten der Nations Trophy 2011, Tschechien und Polen, qualifiziert. Die Aufsteiger konnten sich nicht durchsetzen und landeten auf den letzten Plätzen.

## Spielplan

### Vorrunde

#### Gruppe A
| Datum                 | Team 1      | Team 2      | Ergebnis  |
| --------------------- | ----------- | ----------- | --------- |
| 17. August 2013 16:00 | Spanien     | Tschechien  | 6:1 (3:1) |
| 17. August 2013 20:00 | Deutschland | Belgien     | 1:2 (1:2) |
| 19. August 2013 14:00 | Spanien     | Deutschland | 3:6 (2:1) |
| 19. August 2013 18:00 | Belgien     | Tschechien  | 4:0 (2:0) |
| 21. August 2013 16:00 | Deutschland | Tschechien  | 3:0 (2:0) |
| 21. August 2013 18:00 | Belgien     | Spanien     | 2:2 (1:0) |

Tabelle
| Rang | Land        | Spiele | Tore  | Differenz | Punkte |
| ---- | ----------- | ------ | ----- | --------- | ------ |
| 1    | Belgien     | 3      | 08:03 | +05       | 7      |
| 2    | Deutschland | 3      | 10:05 | +05       | 6      |
| 3    | Spanien     | 3      | 11:09 | +02       | 4      |
| 4    | Tschechien  | 3      | 01:13 | −12       | 0      |

#### Gruppe B
| Datum                 | Team 1      | Team 2      | Ergebnis   |
| --------------------- | ----------- | ----------- | ---------- |
| 18. August 2013 10:00 | England     | Polen       | 5:2 (1:0)  |
| 18. August 2013 19:30 | Niederlande | Irland      | 2:1 (1:1)  |
| 19. August 2013 16:00 | Irland      | Polen       | 4:2 (2:1)  |
| 19. August 2013 20:00 | England     | Niederlande | 1:2 (0:2)  |
| 21. August 2013 11:30 | Irland      | England     | 2:2 (0:2)  |
| 21. August 2013 20:00 | Niederlande | Polen       | 12:0 (1:0) |

Tabelle
| Rang | Land        | Spiele | Tore  | Differenz | Punkte |
| ---- | ----------- | ------ | ----- | --------- | ------ |
| 1    | Niederlande | 3      | 16:02 | +14       | 9      |
| 2    | England     | 3      | 08:06 | +02       | 4      |
| 3    | Irland      | 3      | 07:06 | +01       | 4      |
| 4    | Polen       | 3      | 04:21 | −17       | 0      |

### Platzierungsspiele

#### Abstiegsspiele
Die Dritten und Vierten beider Gruppen bildeten eine Abstiegsgruppe. Die Spiele des Dritten gegen den Vierten wurden aus der Vorrundengruppe übernommen. Die beiden Letzten stiegen in die Nations-Trophy ab.
| Datum                 | Team 1     | Team 2     | Ergebnis    |
| --------------------- | ---------- | ---------- | ----------- |
| 17. August 2013 16:00 | Spanien    | Tschechien | 6 : 1 (3:1) |
| 19. August 2013 16:00 | Irland     | Polen      | 4:2 (2:1)   |
| 23. August 2013 14:00 | Tschechien | Polen      | 1:4 (0:4)   |
| 23. August 2013 16:00 | Spanien    | Irland     | 4:0 (2:0)   |
| 25. August 2013 9:00  | Spanien    | Polen      | 4:1 (2:0)   |
| 25. August 2013 11:00 | Irland     | Tschechien | 3:3 (1:2)   |

Tabelle
| Rang | Land       | Spiele | Tore  | Differenz | Punkte |
| ---- | ---------- | ------ | ----- | --------- | ------ |
| 5    | Spanien    | 3      | 14:02 | +12       | 9      |
| 6    | Irland     | 3      | 07:09 | −02       | 4      |
| 7    | Polen      | 3      | 07:09 | −02       | 3      |
| 8    | Tschechien | 3      | 05:13 | −08       | 1      |

### Finalspiele
Die ersten drei Mannschaften und der Gastgeber hatten sich für die Olympischen Spiele 2012 in London qualifiziert. Da England, welches als Vertretung Großbritanniens antrat, als Gastgeber qualifiziert war, hatten alle Mannschaften der Finalrunde die Olympiaqualifikation geschafft.

#### Halbfinale
| Datum                 | Team 1      | Team 2      | Ergebnis    |
| --------------------- | ----------- | ----------- | ----------- |
| 23. August 2013 18:0  | Deutschland | Niederlande | 5 : 3 (1:2) |
| 23. August 2013 20:30 | Belgien     | England     | 3 : 0 (1:0) |

##### Spiel um Platz 3
| Datum                 | Team 1      | Team 2  | Ergebnis    |
| --------------------- | ----------- | ------- | ----------- |
| 25. August 2013 13:30 | Niederlande | England | 3 : 2 (1:2) |

#### Finale
| Datum                 | Team 1      | Team 2  | Ergebnis    |
| --------------------- | ----------- | ------- | ----------- |
| 25. August 2013 16:00 | Deutschland | Belgien | 3 : 1 (0:0) |

|  | Halbfinale          | Halbfinale         |                    |   | Finale             | Finale             |
|  |                     |                    |                    |   |                    |                    |
|  | Niederlande         | 3                  |                    |   |                    |                    |
|  | Deutschland         | 5                  |                    |   |                    |                    |
|  | 23. August – 18:00  |                    |                    |   |                    |                    |
|  |                     |                    | 25. August – 16:00 |   |                    |                    |
|  | Deutschland         | 3                  |                    |   |                    |                    |
|  |                     | Belgien            | 1                  |   |                    |                    |
|  |                     |                    |                    |   |                    |                    |
|  | Spiel um Platz drei |                    |                    |   |                    |                    |
|  | 23. August – 20:30  | 23. August – 20:30 | Niederlande        | 3 |                    |                    |
|  | Belgien             | 3                  | England            | 2 |                    |                    |
|  | England             | 0                  |                    |   | 25. August – 13:30 | 25. August – 13:30 |

## Abschlussplatzierungen
| Pl. | Team        |
| --- | ----------- |
|     | Deutschland |
|     | Belgien     |
|     | Niederlande |
| 4   | England     |
| 5   | Spanien     |
| 6   | Irland      |
| 7   | Polen       |
| 8   | Tschechien  |